# Peponidium ovato-oblongum
Peponidium ovato-oblongum là một loài thực vật có hoa trong họ Thiến thảo. Loài này được (K.Schum.) Mouly mô tả khoa học đầu tiên năm 2009.